# Gitanes
| Gitanes                       | Gitanes |
| Logo der Marke                | Logo der Marke |
| Gitanes-Logo                  | Gitanes-Logo |
| Inhaltsstoffe einer Zigarette | Inhaltsstoffe einer Zigarette                                                                                                 |
| Gitanes (ohne Filter)         | Gitanes (ohne Filter) |
| ----------------------------- | --- |
| Kondensat/Teer:               | 9,8 mg |
| Nikotin:                      | 0,59 mg |
| Kohlenmonoxid:                | 8,4 mg |
| Tabak- zusatzstoffe:          | Cellulose |
| Gitanes Filtre                | |
| Kondensat/Teer:               | 10 mg |
| Nikotin:                      | 0,7 mg |
| Kohlenmonoxid:                | 10 mg |
| Tabak- zusatzstoffe:          | Cellulose |
| Gitanes Blondes Blau          | |
| Kondensat/Teer:               | 10,8 mg |
| Nikotin:                      | 0,88 mg |
| Kohlenmonoxid:                | 10 mg |
| Tabak- zusatzstoffe:          | Glycerin, Saccharose, Cellulose, Propylenglycol, Ahornsirup, Invertzucker, Sorbit, Lakritze, Feigenextrakt, Aroma, Stickstoff |
| Gitanes Blondes Weiss         | |
| Kondensat/Teer:               | 7 mg |
| Nikotin:                      | 0,6 mg |
| Kohlenmonoxid:                | 9 mg |
| Tabak- zusatzstoffe:          | Glycerin, Saccharose, Cellulose, Propylenglycol, Ahornsirup, Invertzucker, Sorbit, Lakritze, Feigenextrakt, Aroma, Stickstoff |

Gitanes ist eine seit 1910 bestehende französische Zigarettenmarke. Die Zigaretten werden von Altadis hergestellt, das 2008 von der britischen Imperial Tobacco Group PLC übernommen wurde. In Deutschland werden Gitanes-Produkte von Reemtsma vertrieben, das Teil der Imperial Tobacco Group ist. 
Neben der traditionellen Darreichung ohne Filter gibt es die Sorten Gitanes Filtre und Gitanes Bleu (filtre). Aufgrund des seit 30. September 2003 geltenden Verbots der Bezeichnung „light“ für Tabakwaren in der Europäischen Union trägt die zuvor als Gitanes Blondes Lights bezeichnete Sorte nun den Namen Gitanes Blanc. Für die Herstellung der Sorte Gitanes Maïs, die seit 2016 nicht mehr vertrieben wird, wurde statt herkömmlichen Zigarettenpapiers Maispapier verwendet, das das ohnehin kräftige Aroma des in allen Gitanes (außer Gitanes Blanc) verwendeten schwarzen Tabaks unterstrich. Seit April 2010 sind die Zigaretten dünner als zuvor, die Packungen wurden verkleinert, und der verwendete Tabak hat einen milderen Geschmack.
Der Markenname Gitanes (wörtlich „Zigeunerinnen“) und das erstmals 1943 verwendete Verpackungsdesign, das eine stilisierte Darstellung einer Flamencotänzerin enthält, nehmen auf die zumeist in Südfrankreich lebenden Roma spanischer Herkunft Bezug (französisch Gitans, Mehrzahl weiblich: Gitanes, von spanisch gitanos). Ein indirekter Bezug besteht zudem zu einer anderen 1910 gegründeten französischen Zigarettenmarke, Gauloises („Gallierinnen“), die durch die Umbenennung der seit 1876 bestehenden Marke Hongroises („Ungarinnen“) entstand. 
Einer breiteren Öffentlichkeit in Deutschland wurde die Zigarettenmarke Gitanes zwischen 1976 und 1995 als Sponsor des französischen Formel-1-Teams Équipe Ligier bekannt. Ebenfalls zu Werbezwecken gab der Hersteller in Zusammenarbeit mit der Schallplattenfirma Universal eine CD-Reihe unter dem Titel Jazz in Paris heraus, die rund 115 CD-Neuausgaben umfasste.